# Вангел Чукалевски
Вангел Ал. Чукалев или Чукалевски (на македонска литературна норма: Вангел Чукалевски) е югославски партизанин и деец на Комунистическата съпротива във Вардарска Македония.

## Биография
Роден е на 20 януари 1910 година в Битоля. По време на българското управление във Вардарска Македония в годините на Втората световна война, Вангел Чукалев е български кмет на Старавина от 27 септември 1941 година до 3 юни 1942 година.
След това се включва в комунистическата съпротива и става командир на Четвърта оперативна зона на НОВ и ПОМ. Става член на МКП през 1944 година. На 1 юни 1944 година е произведен в чин майор. В периода 8 юни-25 септември 1944 година е командир на първа македонска ударна бригада. След това е назначен за пръв помощник на началника на Главния щаб на НОВ и ПОМ. Сътрудничи на вестник Народен войник. Участва като делегат във Второто заседание на АВНОЮ и Първото заседание на АСНОМ. Между септември и октомври 1944 е награден с Ордена Партизанска звезда от Военния щаб на НОВ и ПОЮ. На 1 декември 1944 година е назначен за подполковник, а след Втората световна война заема различни висши постове в Югославската народна армия.